# Prudence Hero Napier
Prudence „Prue“ Hero Napier (* 15. März 1916 in Liverpool, England als Prudence Hero Rutherford; † 6. Juni 1997 auf der Isle of Mull, Schottland) war eine britische Primatologin und Sachbuchautorin. Sie gehörte zu den führenden Expertinnen auf dem Gebiet der Primatentaxonomie.

## Leben
Napier war die Tochter von Sir Hugo Rutherford, einem Politiker und Parlaments-Abgeordneten für Liverpool-Nord. 1936 heiratete sie den Primatologen und Chirurgen John Russell Napier, der in den 1950er-Jahren davon überzeugt war, dass die funktionelle Anatomie des Menschen nicht ohne das Wissen über die Anatomie der nichtmenschlichen Primaten fachgerecht erklärt werden kann. Daraufhin gründete John Napier die Einheit für Primatologie in der Royal Free Hospital School of Medicine, dem ersten Zentrum in Großbritannien, das sich dem Studium von nichtmenschlichen Primaten widmete. Prue Napier stand ihrem Mann bei seiner Forschungsarbeit tatkräftig zur Seite, zunächst als unterstützende Kraft und schließlich in Eigeninitiave. 1967 veröffentlichten John und Prue Napier ihr erstes Buch mit dem Titel A Handbook of the Living Primates, das heute zu den Standardwerken der Fachliteratur über nichtmenschliche Primaten zählt. 1969 veranstalteten die Napiers eine primatologische und anthropologische Konferenz der Wenner-Gren Foundation for Anthropological Research, deren Berichte sie 1970 im Buch Old World Monkeys veröffentlichten. 1970 schrieb Prue Napier ihr erstes eigenes Buch mit dem Titel Monkeys and Apes, das sich vor allem an Kinder und Jugendliche richtete und 1971 in einer deutschen Übersetzung von Gerhard Rietschel unter dem Titel Affen und Menschenaffen im Delphin Verlag erschien. 1974 und 1977 folgten die Fachbücher Chimpanzees und Lemurs, Lorises and Bushbabies.
Als Ergebnis ihrer Recherchearbeit zu ihren Büchern, konzentrierte sich Napier zunehmend auf die Taxonomie. 1971 wurde sie Teilzeitmitarbeiterin am Natural History Museum in London, wo sie drei Bände des fünfbändigen Catalogue of Primates in the British Museum (Natural History) (1976–1990) veröffentlichte, darunter Families Callitrichidae and Cebidae (1976), Family Cercopithecidae, Subfamily Cercopithecinae (1981) und Family Cercopithecidae, Subfamily Colobinae (1985). Die anderen beiden Bände Suborder Strepsirrhini, including the subfossil Madagascan lemurs and Family Tarsiidae und The apes, Superfamily Hominoidea stammen von Paulina D. Jenkins.

## Privates
Aus der Ehe von Prue und John Napier gingen zwei Söhne hervor: Hugo Napier, der als Schauspieler (General Hospital, James Bond 007 – Der Morgen stirbt nie) tätig ist und Graeme Napier, der Safariführer in Kenia war. 1982 zogen sich die Napiers auf die Isle of Mull in den Inneren Hebriden zurück.

## Werke
- A Handbook of Living Primates. Morphology, Ecology and Behaviour of Nonhuman Primates., 1967 (mit John R. Napier)
- Old World Monkeys, 1970 (mit John R. Napier)
- Monkey and Apes, Hamlyn, 1970 (deutsch: Affen und Menschenaffen, Delphin Taschenbuch in Farbe Nr. 22, Delphin Verlag, 1971, Übersetzung: Gerhard Rietschel)
- Chimpanzees, The Bodley Head (New Biology), London, 1974
- Monkeys & Apes: Wild, Wild World of Animals, Time-Life, 1976 (mit John R. Napier) (deutsch: Die Welt der wilden Tiere: Affen, Christian Verlag, München, 1979)
- Lemurs, Lorises and Bushbabies, The Bodley Head (New Biology), London, 1977